# Commanderie d'Arveyres
La commanderie d'Arveyres se situe dans le département de la Gironde à 5 kilomètres au sud-ouest de Libourne sur la commune d'Arveyres. Elle est posée sur un modeste promontoire, surplombant une boucle de la Dordogne.

## Historique

### Jusqu'auXIVesiècle
Il faut attendre 1092 pour que le lieu d'Arveyres soit signalé dans un texte. La présence templière sur le site est quant à elle identifiée pour la première fois en 1153. En 1170, un parchemin conservé aux Archives de Haute-Garonne fait état d'une donation que fit Bertrand de Montault, l'archevêque de Bordeaux, avec l'accord du vicomte de Fronsac. Ce don comprenait l'église de Saint-Pierre des Vaux avec toutes ses appartenances, sauf les quartières (redevances en céréales) que se réservait le prélat ainsi que le droit de passage des animaux (que conservait sans doute le seigneur de Fronsac).
Quelques années après, en 1197, dans une transaction passée entre l'abbaye de La Sauve et les chevaliers du Temple, il fut question de la paroisse et de l'église d'Arveyres dans laquelle se trouvait implantée la maison de Monfayton. Si ces deux textes prouvent l'installation des templiers sur la paroisse de Saint-Pierre des Vaux, dans le dernier quart du XIIe siècle, ils n'apportent pas la preuve qu'elle ait été suivie aussitôt par la création d'une nouvelle paroisse. Celle-ci n'a pu se constituer autour de la commanderie templière et du port d'Arveyres qu'à la faveur d'une augmentation de population sur ce secteur et à l'attribution de nouvelles concessions territoriales et juridiques. Il faut plutôt chercher les origines d'une telle fondation dans le courant du XIIIe siècle.
Lors de la fête de saint Félix, en 1231, le seigneur de Vayres, Raymond Gombaud concéda à l'ordre du Temple, le territoire d'Arveyres, situé dans sa châtellenie. C'est là qu'il faut voir la date de la fondation de la paroisse d'Arveyres dont l'assise territoriale fut démembrée vraisemblablement de la paroisse de Saint-Pierre des Vaux. Le fait que le seigneur de Vayres céda aux templiers un territoire issu de sa juridiction, et sur lequel il ne se réservait que le droit d'ost, abandonnant par conséquent tous les autres droits de justice, appuie la thèse d'une création paroissiale aux environs de cette date, jumelée avec la mise en place d'une sauveté.
Ce serait donc dans la première moitié du XIIIe siècle que les templiers firent édifier l'église Notre-Dame. Autour de l'église, ils délimitèrent un ressort paroissial et établirent, autour du château de la commanderie, une petite seigneurie autonome avec sa juridiction balisée par des croix formant sauveté. Vers 1235, le Temple d'Arveyres est cité pour la première fois alors qu'il venait d'être soumis aux hébergements des troupes du sénéchal de Gascogne, lesquelles avaient causé des dégâts s'élevant à plus de 100 livres.
En 1258, la commanderie  est attestée pour la seconde fois dans un acte rappelant que les templiers avaient reçu du vicomte de Fronsac, Guillaume, la moitié des dîmes perçues sur les artigues (« terres défrichées ») de la palu de Marcenay, près de Fronsac, mais qu'ils durent rendre après cette date au prieuré de Sainte-Geneviève de Fronsac, à qui appartenaient les terres.
En 1264, un accord fut passé confirmant les droits de haute, moyenne et basse justice et octroyant en plus à l'Ordre le bois de Tillède et l'utilisation d'une cale sur deux ports situées sur la Dordogne qui appartenait en propre au seigneur de Vayres. Celui-ci se réserva les redevances perçues habituellement sur les padovens.
Plusieurs litiges survinrent au cours de siècles à propos de cette enclave juridictionnelle dans la châtellenie, notamment lors des renouvellements des quatre croix qui marquaient les limites de la sauveté templière (L'utilisation de croix pour délimiter une sauveté Templière est une caractéristique que l'on retrouve à la Commanderie de Westerdale et à celle de Villedieu). Ces quatre croix, implantées en 1264, marquaient les limites aux possessions de la commanderie d'Arveyres, dont la juridiction était complètement enclavée dans celle de Vayres. Tantôt de bois, tantôt de pierre, ainsi que le prouve une grande quantité de titres faisant partie du château de Vayres, elles ont été plusieurs fois renouvelées ou restaurées. La croix de Fonsegrède, entièrement en pierre, est la première croix qui délimite le domaine des Templiers d'Arveyres, sorte de quadrilatère qui représente l'espace où s’exerçait la seigneurie banale de l'ordre. Elle est située près de l'église Notre-Dame-d'Arveyres. La croix de Siston est implantée à un carrefour, au lieu-dit Siston, juste en face de la Cure. Le piédestal de cette croix est formé d'une marche sur laquelle est posé un premier bloc de pierre, puis un second bloc plus massif, qui supporte la croix en fer forgé. La croix de Barre, est située à l'extrémité sud-ouest de la paroisse de Vayres sur une petite butte au bord de la route à l'embranchement du chemin qui conduit du bourg de Vayres à celui d'Arveyres, et d'un autre chemin qui vient du hameau de Pesqueyron. Il ne reste de ce petit monument qu'une grosse pierre carrée unie, sans ornements, sur laquelle est encastrée une seconde pierre ornée de moulures et entourée d'une guirlande de roses. C'est dans ce socle que venait s’emboîter le fût de la croix. Sur la face nord de cette grosse pierre inférieure, on lit cette inscription:
PASSANT ARRETE TOY
ET D'UN ACTE DE FOY
RENDS UN DEVOT HOMMAGE A CE
TROPHEE INSIGNE.
ET S'IL NE T'EST PERMIS D'ARRESTER EN CE LIEU
POUR SUIVRE TON CHEMIN ARMRTOY DE SON SIGNE
ET PASSE EN ASSURANCE. ADIEU.
Cette croix a fait l'objet d'une rénovation en juin 2017 par l'ASPA (Association de sauvegarde du patrimoine d'Arveyres[réf. nécessaire]
La croix de Royne se situe sur le plateau au lieu-dit Royne ; la croix et son soubassement sont entièrement en pierre. L’implantation de ces croix, destinées à délimiter le territoire des templiers, faisait souvent l’objet de litiges lors de leur renouvellement. C'est sans doute l'importance stratégique du site qui a décidé les Templiers à faire une commanderie de ce domaine. En effet, celui-ci est situé au débouché de la voie de Périgueux vers Bordeaux et vers l'Espagne, à proximité d'un point de franchissement de la Dordogne au niveau de l'actuel « port du Nouguey » ou « Port du Noyer ».
Même si les litiges avec le proche Seigneur de Vayres furent réguliers, les templiers, les hospitaliers, surent à chaque fois faire prévaloir leurs droits et conserver leurs privilèges.
Le 21 mars 1318, le roi Philippe le Bel impose par ordonnance la saisie des deux tiers des revenus et biens appartenant aux templiers, le reste étant cédé aux Hospitaliers.
En 1353, Berard d'Albret, Seigneur de Vayres disputa à nouveau le territoire aux Hospitaliers. Le conflit fut tranché une fois de plus à l'avantage de l'ordre des Hospitaliers et déboucha sur un accord intitulé "Transaction sur la justice des quatre croix d'Arveyres" signé le 9 septembre 1353 entre Bérard d'Albret et Pierre d'Arbussac, Commandeur d'Arveyres, redéfinissant de manière claire les limites d'autorité des deux partis. Ainsi, lorsqu'un crime était commis sur le territoire d'Arveyres et l'accusé méritant la peine de mort, "Le Commandeur, son bayle ou lieutenant ont puissance de cognoistre dud" mais une fois le jugement rendu, le criminel devait être remis sous l'autorité du Seigneur de Vayres qui faisait procéder à l’exécution. Cependant, lorsque le jugement était moins expéditif, le Commandeur avait pouvoir d'application de sentence pouvant aller jusqu'à la mutilation du condamné (Antoine Du Bourg reporte même la présence d'une prison située à l'arrière de la maison forte). Autre aspect de cet accord, les deux parties s'engageaient à ne pas recevoir sur leurs terres les vassaux de l'autre. Enfin, le Seigneur de Vayres n'était pas autorisé à exercer une action directe "ny pignorer les habitants d'Harbeyres ny faire aucune injure" dans l'enceinte de la sauveté des quatre croix. Les habitants de la sauveté se voyaient exemptés de gardes et de guets au château de Vayres. Une clause régissait par ailleurs le pacage des animaux des habitants d'Arveyres dans la palus, fief du Seigneur de Vayres. Les particuliers pacageant leurs animaux devaient apporter au Seigneur, le jour de la Saint-Martin, "l'avoine, fougasse, vin et gélines que luy sont tenus de payer".
Il était enfin reconnu le droit au Commandeur d'embarquer sans avoir à payer de redevance dans les deux ports voisins de son domaine "seront avec toute sorte de justice et de juridiction, propre dud, Sieur de Vayres sauf que led Commandeur aura plancher pour pouvoir porter les choses à la nef sans en payer pour ce respect aucun service".
L'ensemble des points de cet accord furent à nouveau repris dans un vidimus d'une transaction entre le Seigneur de Vayres et le précepteur d'Arveyres en date du 18 février 1363.
La commanderie servait de siège juridictionnel, de résidence aux chevaliers et aux religieux chargés de la garde et l'entretien du patrimoine foncier et immobilier, de lieu d'accueil pour les pèlerins, de centre paroissial et d'établissement agricole où étaient versées les redevances des tenanciers qui en dépendaient.
Les dîmes et territoires de la paroisse d'Arveyres étaient par ailleurs également sujets à querelles. Ainsi, les dîmes se virent disputées en 1353 par l'Abbé de l'Abbaye de la Faize, en 1372 par l'Abbé de l'Abbaye de la Sauve Majeur, en 1480 par "Dame Jehane de la Tour", veuve du baron de Vayres, comme tutrice de ses enfants, Jehan et Gabriel d'Albret. (Une enquête faite à ce sujet par le sénéchal de Guyenne démontra d'ailleurs à nouveau la validité des droits des chevaliers sur le territoire d'Arveyres conformément à l'accord de 1353). Entre 1498 et 1509, ce furent les Chartreux du monastère de Notre-Dame de Beauclère qui s'attaquèrent pour les mêmes raisons au commandeur de la Commanderie d'Arveyres. En 1529, Jacquette Fradette usurpa les terres de la Commanderie. Le Sénéchal de Bordeaux ordonna une enquête et la dame fut condamnée et les terres rendues à l'Ordre. En 1541, l'Abbé de Faize fut contraint à nouveau d'abandonner les dîmes au Commandeur d'Arveyres de même que l'Abbaye de Feyze qui attenta à nouveau, et en pure perte, un nouveau procès à l'encontre de la Commanderie.
Au XVIIIe siècle, les marais d'Arveyres, fief du seigneur de Vayres, furent asséchés et mis en culture. Le Commandeur réclama en vain le règlement de la dîme de la 13e gerbe. Le grand conseil, appelé à délibérer, condamna le Sieur Gourgues, Seigneur de Vayres, pour avoir porté interdiction de prélever la dîme. En 1750, le Seigneur fit appel de cette décision en cassation mais ne put obtenir gain de cause et ce, malgré ses hautes relations avec la magistratures.
De ses origines à son démembrement à la Révolution française, la commanderie d'Arveyres a toujours été considérée comme le principal membre de la Commanderie "Mère" de Bordeaux, exerçant un pouvoir central sur l'ensemble des Commanderie alentour, portant son emprise foncière sur Arveyres, Vayres, Saint-Germain-du-Puch, Genissac, Saint-Pierre-de-Vaux, Izon, Salleboeuf et Saint-Quentin-du-Baron.

## Commandeurs
Depuis 2015, les bénévoles de l'association « Pour la Commanderie d'Arveyres » mènent des recherches pour retracer l'historique du site depuis ses origines. Ces recherches ont permis de dresser une liste non exhaustive de 46 Commandeurs de l'ordre des Templiers ou de l'ordre des Hospitaliers ayant eu en charge la commanderie d'Arveyres entre 1153 et 1772.

### Commandeurs templiers
| Nom du commandeur | Dates     |
| --- | --------- |
| Arnaldus de Surniano | 1153      |
| Guillaume Panet Maître de la province d'Aquitaine (1166-1173),                                                                             | 1170      |
| Guichard de Anthoney | 1202      |
| Arnaud Polgan, | 1258      |
| Jean le Français (Johannes le Franceis) Maître de la province d'Aquitaine (même période),                                                  | 1269-1276 |
| Arnaldus Seguini | 1279      |
| Raymond de Mareuil (Raimundus/Raymundus de Maroil/Marolio) Commandeur de Villegats et de Vouthon, Tenant lieu de maître d'Aquitaine (1285) | 1285      |
| Guillaume de Payressac | 1289      |

### Commandeurs hospitaliers
Les dates de débuts et de fins correspondent aux dates du premier document retrouvé et du dernier retrouvé mentionnant l'identité du Commandeur en poste.
| Nom du commandeur                                  | Dates                    |
| -------------------------------------------------- | ------------------------ |
| Petro Gifre                                        | 1318                     |
| Pierre d’Arbussac                                  | 1321-1353                |
| Arnaut Vidal                                       | 1330                     |
| Gerald de Podio                                    | 1355                     |
| Arnaud Bernard Ebrard                              | 1359-1372                |
| Gaillard Montet                                    | 1403-1417                |
| Jean de Berthadac                                  | 1427                     |
| Jacques Fauquet de Balac                           | 1436-1340                |
| De la Borel                                        | 1445                     |
| Jacques de Briou                                   | 1445-1464 puis 1486-1489 |
| Saubat de Sorhoeta                                 | 1466-1467                |
| Antoine De Murat                                   | 1473-1475                |
| De Montarnaud                                      | 1483                     |
| Frances de Gateria                                 | 1484                     |
| Guy de Montarnaud                                  | 1483-1489                |
| François de Garderie                               | 1489-1490                |
| Odet de las Graulas                                | 1490-1496                |
| Jean de Valon                                      | 1496                     |
| Pierre de Ribou                                    | 1497-1507 puis 1500-1517 |
| Pierre de Rua                                      | 1498                     |
| Jacques Odet de Massas                             | 1528-1541                |
| Claude Gruel de Labourel                           | 1531-1545 puis 1546-1549 |
| Claude Goure de la Brière                          | 1545                     |
| Gabriel d’Abzac Ladouze                            | 1584-1594                |
| Bernard de Melignan de Trignan                     | 1606-1611                |
| Jean d'Arpajon                                     | 1641-1646                |
| Jean Paul de Cardeillac                            | 1657                     |
| Jacques de Pichon                                  | 1660                     |
| Jean De Montet                                     | 1669-1678                |
| Joseph Thomas de Médon de Beauchamps               | 1685-1687                |
| Alexandre de Villeneuve de Vence de Grolière       | 1689                     |
| Jacques de Nouailles                               | 1694                     |
| De Champossin                                      | 1698-1699                |
| De Chabrillon                                      | 1705                     |
| Du Faure                                           | 1724                     |
| Alexandre de Villeneuve                            | 1735                     |
| Jean de Piolene,                                   | 1724-1735 puis 1737-1742 |
| François de Rosset de Rocozel dit Bailly de Fleury | 1759-1772                |

## La commanderie principale
La commanderie d'Arveyres regroupait plusieurs constructions autour d'une grande cour rectangulaire drainée par un égout central maçonné et appareillé.
- une église voutée dédiée à Notre Dame, avec le cimetière qui se trouvait sur son côté sud, extérieurement à la cour,
- des bâtiments annexes (chais à vin, cuvier, pigeonnier, écuries) formaient deux ailes perpendiculaires et qui fermaient la grande cour à l'ouest et au sud,
- à l'est était bâtie la maison forte dont il ne subsiste qu'une construction en partie écroulée sur laquelle avaient été flanquées une grange et un appentis au XVIIIe siècle.
- Un cimetière au sud de l'église.

### L'église Notre-Dame
L'église Notre-Dame fut détruite lors de la Révolution française, peu après son rachat le 30 brumaire an II (soit le 20 novembre 1793) comme bien national. Elle était située au sud est de la maison forte de la commanderie. Le bâtiment orienté à l'est était de petite taille d'une longueur de 17 mètres et d'une largeur inférieure à 6 mètres, selon les mesures données en 1687. On pouvait y deviner la présence d'un clocher-tour en forme de flèche devant l'église, à l'ouest. Recouvert d'une toiture à deux pentes supportées par deux arceaux équipé d'une cloche, il était apparemment accolé au nord de la maison forte. Il existait une petite porte au fond de la nef, sous le clocher, qui communiquait avec le château de la commanderie. La porte principale à deux battants, se trouvait aussi sous le clocher, devant le mur ouest. Le reste de l'église, construit en pierre de taille et voûté en arceau brisé se composait d'une nef et d'un sanctuaire à chevet plat dont la façade au sommet à deux pentes devait s'élever au-dessus de la voûte de la nef.

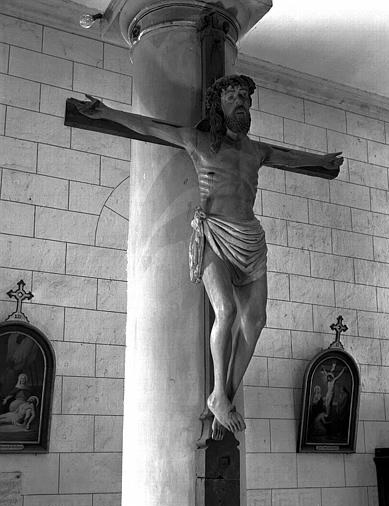
Crucifix de l'église Notre-Dame de la Commanderie d'Arveyres, XVIe siècle.

De l'ornementation intérieure, on connaît l'existence de tableaux, autels et peintures de croix de Malte, placées sur les murs intérieurs blanchis. Quatre fenêtres vitrées s'ouvraient dans l'édifice, dont deux dans la nef. Une sacristie voûtée, carrelée et blanchie, se trouvait sur le côté droit de l'église. Lors de la destruction de l'église, une statue de la Vierge fut arrachée à la fureur populaire par une jeune enfant qui l'acheta pour une alose aux révolutionnaires. En 1862, à la mort de cette dernière, Monseigneur le Cardinal Donnet manda Monsieur Bellot des Minières pour réintégrer la statue au mobilier de l'actuelle église Notre-Dame d'Arveyres. Un crucifix en bois qui provient également de la chapelle des templiers compte parmi le mobilier actuel de ce lieu de culte. La cuve des fonts baptismaux, retrouvés partiellement enterré sur le site de la commanderie et ayant été vraisemblablement utilisé comme auge durant de nombreuses décennies a, quant à elle, été placée dans l'église Sainte Eulalie de Cadarsac.

### Bâtiments annexes

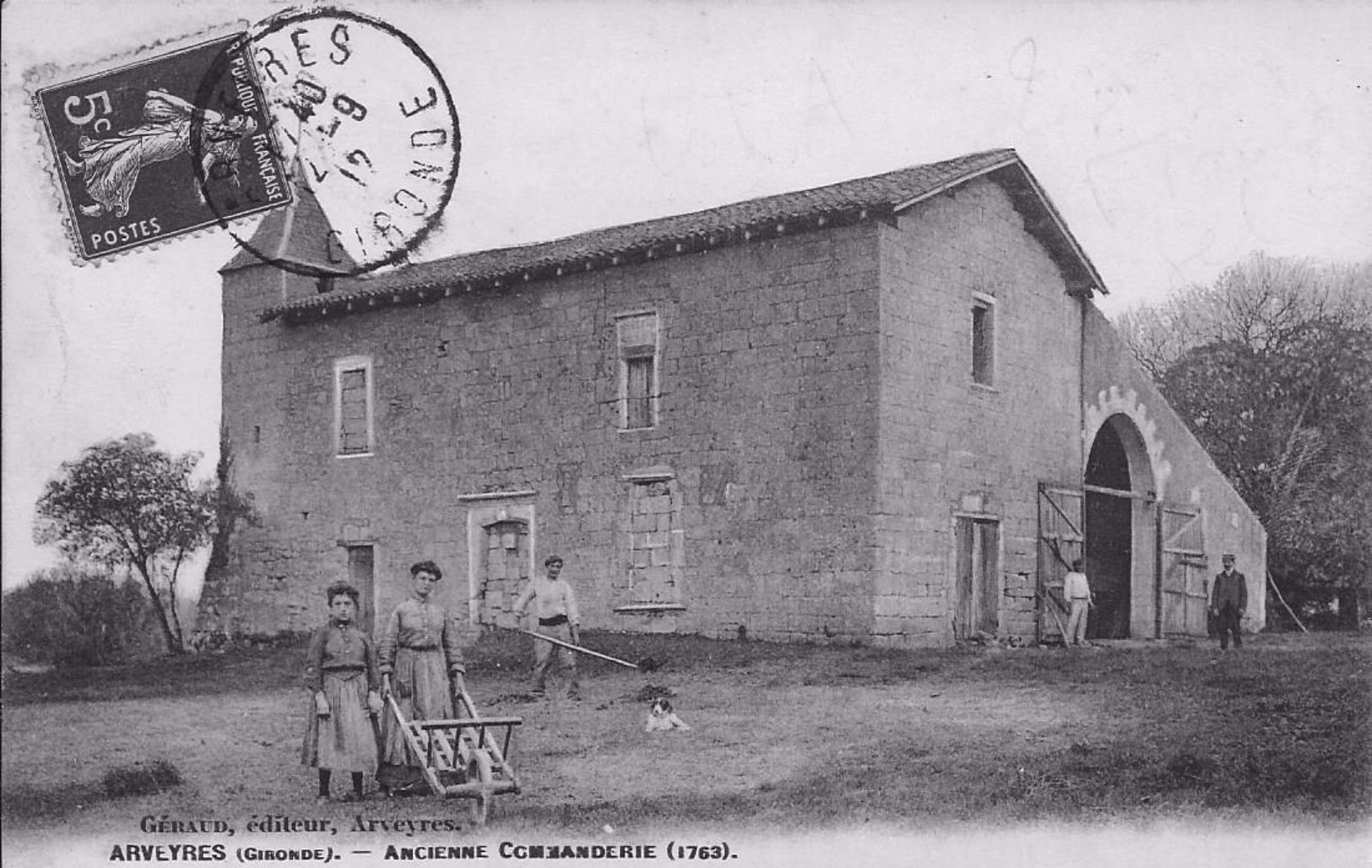
Ancienne commanderie d'Arveyres, photo prise le 12 sept. 1912.

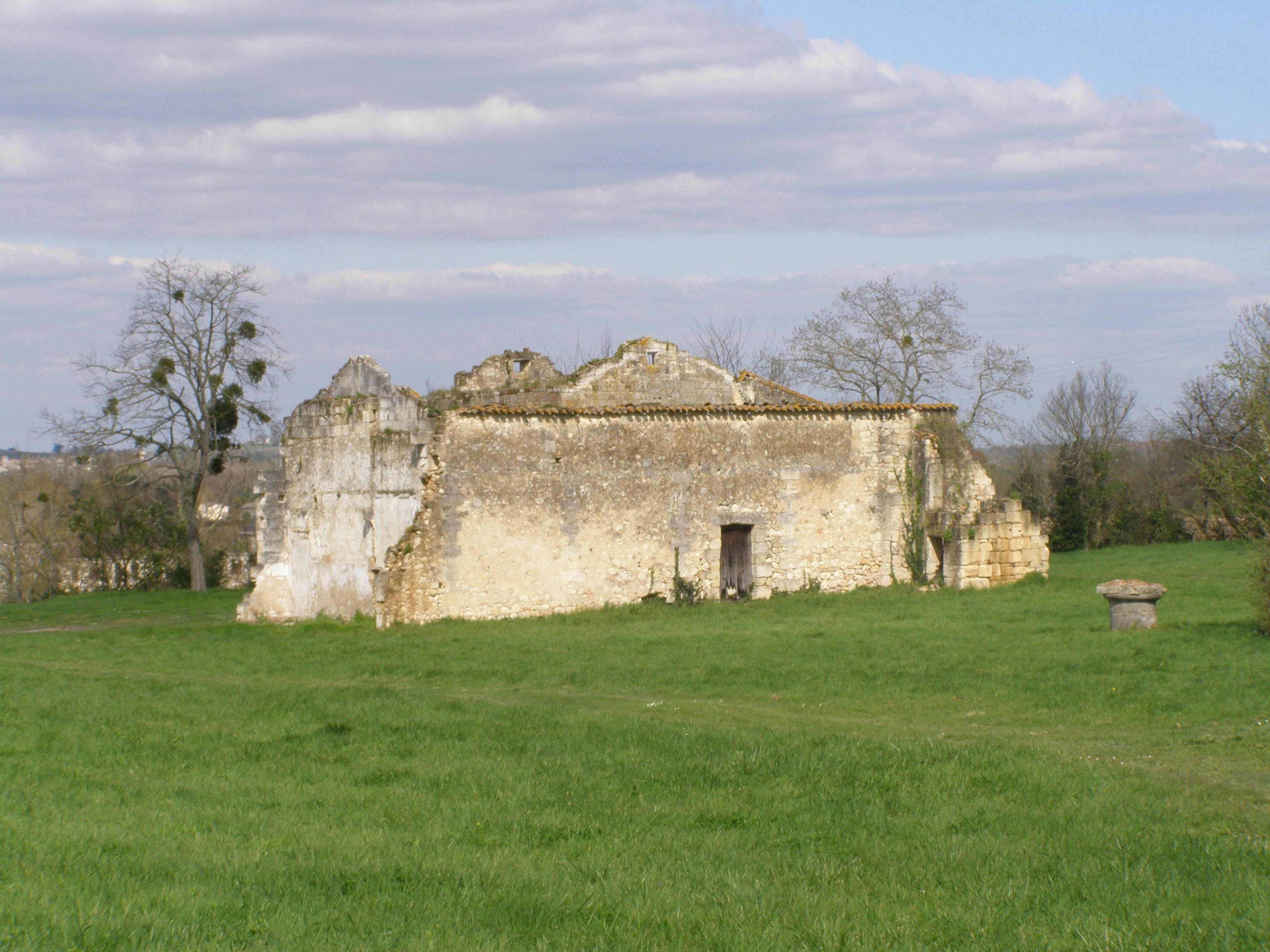
Chais.

Seule l'aile sud est partiellement conservée et remonterait au XVIIe siècle ou au XVIIIe siècle. On peut y remarquer la présence d'une cave voûtée en berceau. Les écuries qui se trouvaient à l'ouest se prolongeaient par un mur qui était bordé de douves, protégeant ainsi ce côté où se trouvait l'entrée de la commanderie, marquée par une porte apparemment du XVIIe siècle dont l'arche supportait un écusson aux armes de l'ordre de Saint-Jean de Jérusalem. On remarquait aussi de ce côté la présence d'un pigeonnier carré à côté d'un cuvier. Si les modifications au cours des siècles d'occupation de la Commanderie d'Arveyres ont fait disparaître l'aspect primitif des constructions, un procès-verbal daté de 1772 nous permet de nous faire une idée précise de l'aménagement des lieux. Le château ou Maison forte était précédé d'une grande cour fermée qui servait aussi d'espace pour dépiquer les grains. Sur cette cour donnait, au sud, les bâtiments d'exploitation , écurie avec crèche et râtelier, un grand chai surmonté d'un vaste grenier, un cuvier avec "une met ou pressoir" et une cuve d'une contenance de huit tonneaux, c'est-à-dire 32 barriques précise le manuscrit. A coté du cuvier s'élevait le pigeonnier construit en forme de tour carrée couvert de tuiles à crochets.Tout cet ensemble occidental a aujourd'hui disparu.
Antoine du Bourg rapporte même à partir d'une de ses visites, l'existence de murailles entourant le château, garnies de créneaux avec un pont-levis protégé par un fossé.

### La maison forte

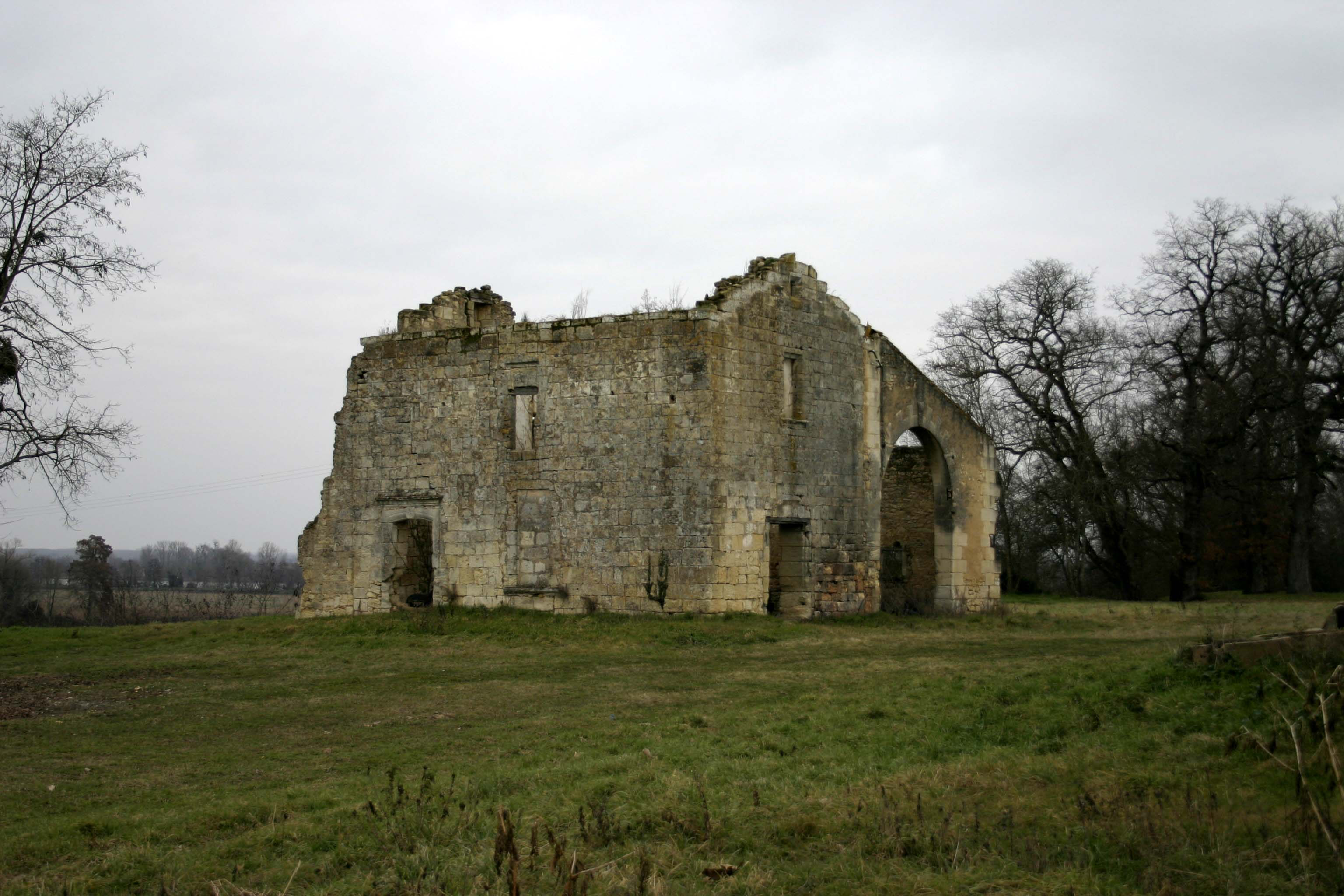
Vue de côté de la maison forte de la commanderie d'Arveyres.

À l'origine, la maison forte était appuyée au sud, sur une portion du mur de l'église, tandis qu'au nord, elle était bordée par un modeste ravelin et la Dordogne. Aujourd'hui, l'édifice très dégradé se distingue tout d'abord par son moyen et grand appareil calcaire à joint vif qui, par son allure générale, évoque le XIVe siècle. Le bâtiment a été cependant fortement remanié aux périodes postérieures, particulièrement aux XVIe siècle et XVIIe siècles où des ouvertures ont été agrandies et d'autres murées sur les façades; puis les parties hautes du bâtiment ont été rabaissées sans doute au XVIIIe siècle.
En pénétrant dans la maison forte, on trouve à droite un salon avec une grande cheminée éclairée par une fenêtre vitrée donnant sur la cour. Vient ensuite une petite chambre avec cheminée et fenêtre. Derrière celle-ci, "un bouge" ou espèce de décharge". À gauche de la porte d'entrée se trouvait la cuisine avec un four dont l'entrée se trouvait dans la cheminée. Cette pièce était assez vaste avec deux fenêtres, l'une donnant sur la cour et la seconde sur la Dordogne. À l'arrière, une souillarde.
Le couloir d'entrée conduisait à une petite cour intérieure permettant l'accès à l'étage par le biais d'un escalier en pierre. S'y trouvait également un réduit voûté faisant office de prison, deux chais, une volière et un débarras. Dans le mur opposé à la rivière, une porte donnait un accès direct à l'église Notre-Dame.

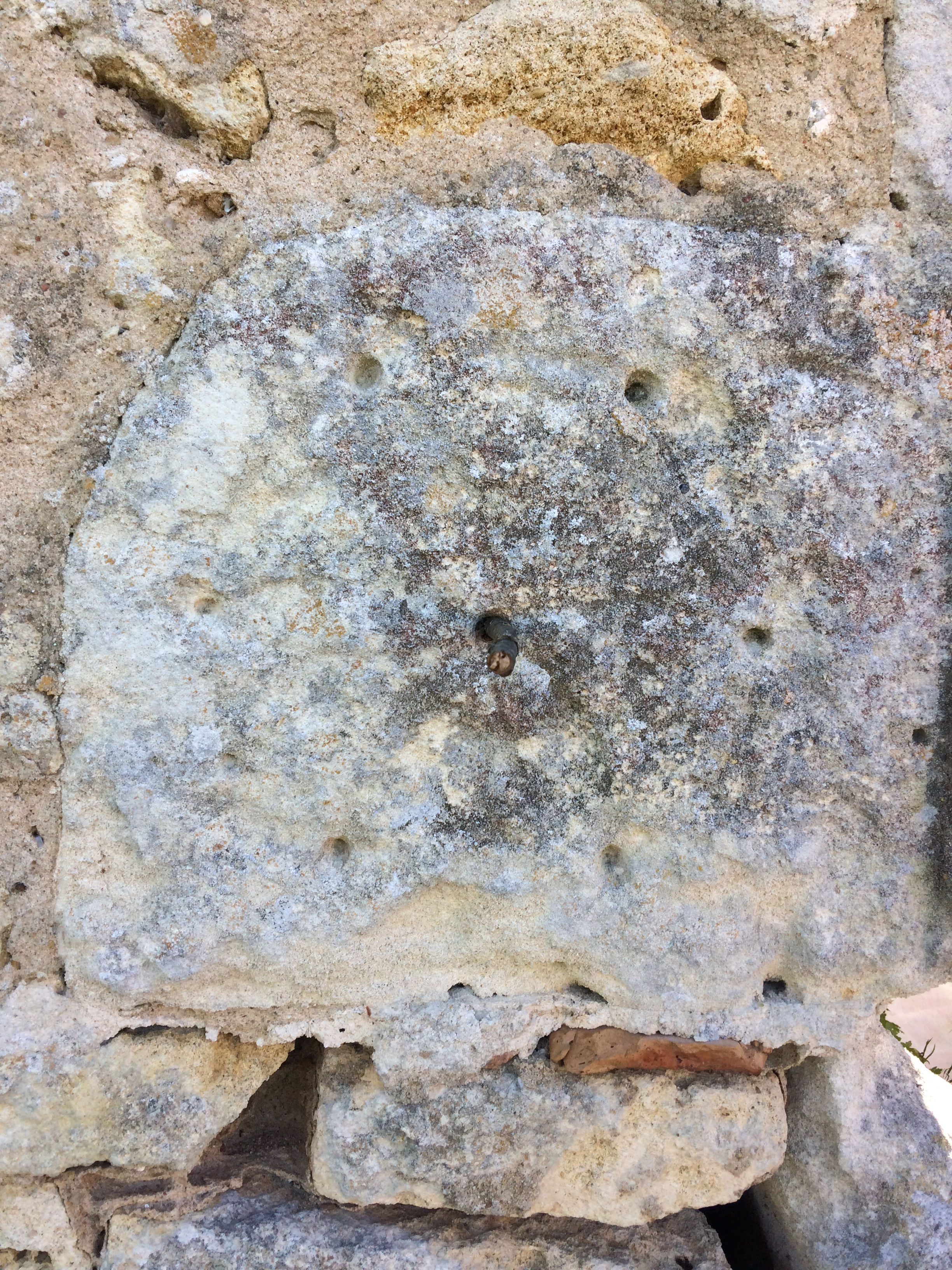
Cadran canonial.

Au premier étage, sur la cuisine, se trouvait une grande chambre carrelée, éclairée par deux fenêtres dont l'une donnait sur la cour et l'autre sur la rivière. Deux chambres surmontaient le reste du rez-de-chaussée dont l'une avec une cheminée. Un écu aux armes des Chevaliers de Malte était sculptée sur le manteau en bois de cet cheminée, aujourd'hui disparue.
Dans l'angle nord-ouest de cette bâtisse, surplombant la Dordogne, il y a peu de temps, subsistaient les restes d'une tourelle carrée.
À l'extérieur, à gauche de la porte principale de la maison forte se trouvent les vestiges d'un cadran canonial en cercle à 6 trous gravés dans la pierre à environ 1 mètre du sol. Ce cadran est similaire à l'un des cadrans visibles sur le mur de la chapelle de Magrigne située dans la commune de Saint-Laurent-d'Arce.

## État
Le 10 août 1759, l'entre-deux mers est fortement secoué par un tremblement de terre. La commanderie d'Arveyres n'est pas épargnée et de nombreuses lézardes apparaissent sur les murs de la maison-forte. Il ne subsiste de l'ancien établissement templier que le logis du château (photos) et une partie des chais à vin. Le reste des vestiges a été démoli ou est tombé en ruine entre le XIXe siècle et aujourd'hui. Les ruines sont encore visibles au nord de la commune, près de la Dordogne. La rue des Templiers ou l'impasse de la Commanderie nous rappellent encore la présence de l'Ordre.

## Le jardin médiéval
En mai 2017, l'Association pour la Commanderie d'Arveyres a créé un jardin médiéval sur le site de la commanderie. Ce jardin a été dessiné en forme de Croix de Malte avec des contours en tresses de bambous et pierres girondines. Chaque branche du jardin est dédiée à une catégorie de plantes issue du capitulaire de Villis. (Les plantes médicinales, les plantes potagères, les plantes médicales et les plantes usuelles.)

## Divers

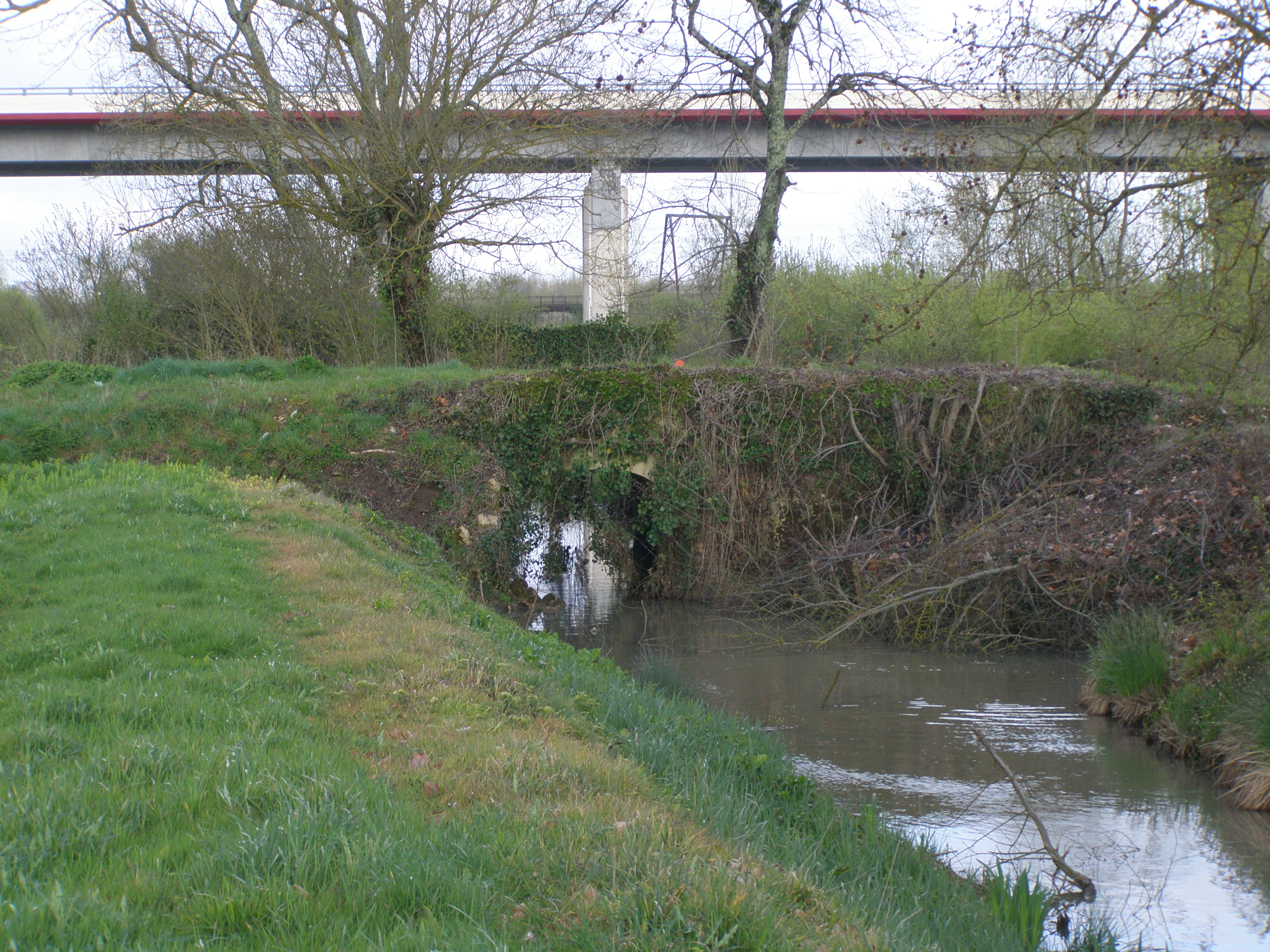
Vue du site de la commanderie du viaduc.

À noter: à 1,5 kilomètre du bourg d'Arveyres en direction de Libourne, présence d'un lieu-dit « La Commanderie du Viaduc ». Il s'agissait d'un ancien moulin dont il ne reste que peu de vestiges à la suite des travaux pour la construction du Viaduc des Barrails pour l'Autoroute A89 (en arrière-plan sur la photo). Ce moulin dit « Moulin de la mer », reconstruit en moins de trois ans par Hélie de Huguon et Guillem De Dompuavilla en 1451 fut l'objet d'une reconnaissance en faveur des Hospitaliers en 1466.
Le 23 octobre 1483, le Commandeur de Montarnaud fit un bail à Arnaud Barre d'un moulin dit Moulin de l’hôpital pour 20 boisseaux de blé et de froment.
En 1484, un troisième moulin entra en reconnaissance des Hospitaliers, le Mouline de Bessolles. (Placé sur le Champuy dans la palus d'Arveyres).
En 1545, Giraud Gaufreteau de Dardenac afferma à l'Ordre un Moulin à Landaus-Nérigean.
Par ailleurs, un plan daté de 1763 identifie le Moulin de Bourut sur la paroisse de Saint Quentin comme dépendant de la Commanderie d'Arveyres.